# Konská (Žilina)
Konská (in ungherese Kunfalva) è un comune della Slovacchia facente parte del distretto di Žilina, nella regione omonima.